# Cnemoplites impar
Cnemoplites impar là một loài bọ cánh cứng trong họ Cerambycidae.